# Venturia depressa
Venturia depressa är en stekelart som beskrevs av David B. Wahl 1984. Venturia depressa ingår i släktet Venturia och familjen brokparasitsteklar. Inga underarter finns listade i Catalogue of Life.